# Přelouč
Přelouč (in tedesco Prelauc) è una città della Repubblica Ceca facente parte del distretto di Pardubice, nella regione omonima.